# Voluntad (periódico)
Voluntad fue un periódico español publicado en la ciudad de Gijón entre 1937 y 1975.

## Historia
El primer número salió a la calle el 3 de noviembre de 1937, siendo su director Joaquín Alonso Bonet. De hecho, Bonet dirigiría el Voluntad durante largos años. El diario apareció en plena Guerra civil española, tras la conquista de Gijón por las fuerzas sublevadas. Originalmente fue denominado «Mar», antes de adoptar su nombre definitivo.
Voluntad utilizó la maquinaria del desaparecido diario La Prensa, el cual Bonet había dirigido antes de la contienda. El diario se constituyó como propiedad de FET y de las JONS, y durante la Dictadura franquista pasó a formar parte de la llamada Cadena de Prensa del Movimiento. Para mediados mediados de la década de 1970 se había convertido en uno de los diarios más deficitarios de la Cadena de Prensa del Movimiento, con unas pérdidas superiores a los nueve millones de pesetas en 1974. Esto situación llevó al Estado a clausurar el diario. Su último número salió a la calle el 31 de agosto de 1975. Tras su cierre, el mobiliario y la maquinaria de Voluntad fueron vendidos por el Estado a la Asociación de la Prensa de Gijón.

## Directores
Por la dirección del diario pasaron, entre otros, Joaquín Alonso Bonet, Francisco Villalgordo Montalbán, Francisco Javier Jiménez González o Federico Miraz.